# Aleksander Bojda
Aleksander Bojda (ur. 1978) – polski skoczek narciarski i kombinator norweski, były nieoficjalny rekordzista Wielkiej Krokwi. Wychowanek klubu KS Wisła, w barwach którego czterokrotnie zdobył medale w drużynowych mistrzostwach Polski w skokach, w tym dwukrotnie został mistrzem Polski oraz zdobył brązowy medal w konkursie indywidualnym w 1996. Reprezentował Polskę na dwóch mistrzostwach świata juniorów i w dwóch konkursach drużynowych Pucharu Świata. Był dwukrotnym mistrzem Polski juniorów.

## Przebieg kariery
Bojda w 1992 zdobył tytuł drużynowego mistrza Polski w kombinacji norweskiej. W tamtym sezonie został też srebrnym i brązowym medalistą mistrzostw Polski juniorów młodszych w skokach narciarskich.
Następnej zimy zajął czwarte miejsce na MP w kombinacji norweskiej drużynowej. Był też szósty w konkursie zespołów podczas Mistrzostw Polski w skokach 1993 w Szczyrku. W konkursie indywidualnym zajął ostatnie, 33. miejsce. Wcześniej, w młodzieżowych mistrzostwach kraju zajął ósme miejsce na skoczni K-40 i dziesiąte na obiekcie K-60 w Wiśle.
W latach 90. XX w. przez 2 lata był uczniem Gimnazjum Narciarskiego w austriackim Stams, a następnie od 1995–1999 był uczniem Szkoły Mistrzostwa Sportowego w Zakopanem.

### 1993/1994
W sezonie 1993/1994 zorganizowano pierwszą edycję Pucharu Kontynentalnego (wcześniej pod nazwą Pucharu Europy). Bojda zadebiutował w nim 9 marca 1994 na Wielkiej Krokwi w Zakopanem, gdzie oddał skok na 80,5 m i zakończył zawody na 53. miejscu. Następnego dnia na normalnej skoczni był 40. Kolejne dwa konkursy tego cyklu odbyły się w Szczyrbskim Jeziorze. W pierwszym zajął 38. miejsce, a w drugim zdobył pierwsze punkty, plasując się na ósmym miejscu. Oddał wówczas skok na 108,5 m. Była to najlepsza lokata Bojdy w całej jego dotychczasowej i późniejszej karierze, a zarazem jedyna w czołowej „dziesiątce”. W klasyfikacji generalnej zajął 156. miejsce z dorobkiem 32 pkt.
Na lutowych Mistrzostwach Polski 1994 w Zakopanem zdobył brązowy medal w zawodach drużynowych. Indywidualnie był szesnasty na normalnej skoczni. W tym samym miesiącu w Wiśle uzyskał dwa tytuły mistrza Polski juniorów.

### 1994/1995

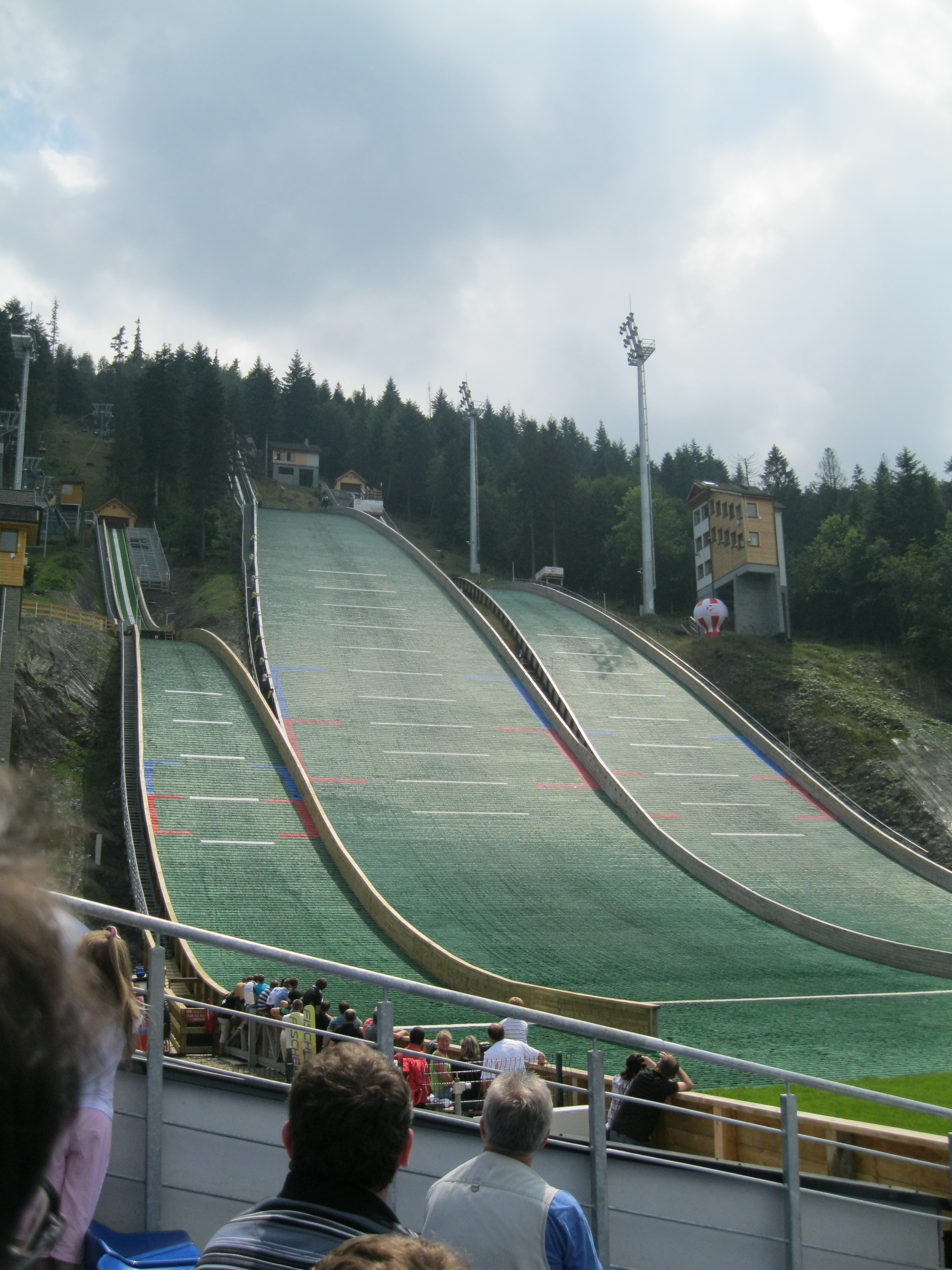
Skocznia Skalite, gdzie Bojda zdobył swój pierwszy złoty medal mistrzostw Polski (stan w 2010)

11 września 1994 wystąpił w igelitowym konkursie Grand Prix we Frenštácie pod Radhoštěm, gdzie zajął 40. miejsce. W Pucharze Kontynentalnym 1994/1995 po raz pierwszy wystąpił w styczniu w Zakopanem, gdzie w pierwszym konkursie zajął 49. miejsce, a w drugim został zdyskwalifikowany. W lutym startował jeszcze w Austrii i Niemczech, gdzie zajmował lokaty w szóstej i siódmej dziesiątce.
Tymczasem na krajowej arenie wystartował w styczniu w Mistrzostwach TZN w Zakopanem. Na Średniej Krokwi był dziesiąty w kategorii open, a na dużym obiekcie uplasował się na 21. miejscu. W konkursach juniorskich zajął tam kolejno: 20. i 7. miejsce.
16 lutego 1995 w Szczyrku został drużynowym mistrzem Polski. W konkursie indywidualnym na skoczni normalnej zajął siódme miejsce, po skokach na 74,5 m i 64,5 m. W rywalizacji juniorów wywalczył tam brązowy medal.
Na początku marca odbyły się Mistrzostwa Świata Juniorów w Narciarstwie Klasycznym 1995 w szwedzkim Gällivare. W konkursie drużynowym Polacy zajęli dziesiąte miejsce, a Bojda oddał skoki na 66 m i 68 m, zdobywając niemal sto punktów mniej od Adama Małysza. W konkursie indywidualnym miał lepsze wyniki (72 m i 74,5 m) i uplasował się na 44. miejscu.
1 kwietnia odbył się konkurs mistrzostw Polski na Wielkiej Krokwi. Bojda oddał w nim skoki na 94,5 m i 89,5 m zajął w nim czwarte miejsce (siódme po uwzględnieniu zawodników zagranicznych). Do Roberta Matei, który zdobył brązowy medal, stracił jeden punkt.

### 1995/1996

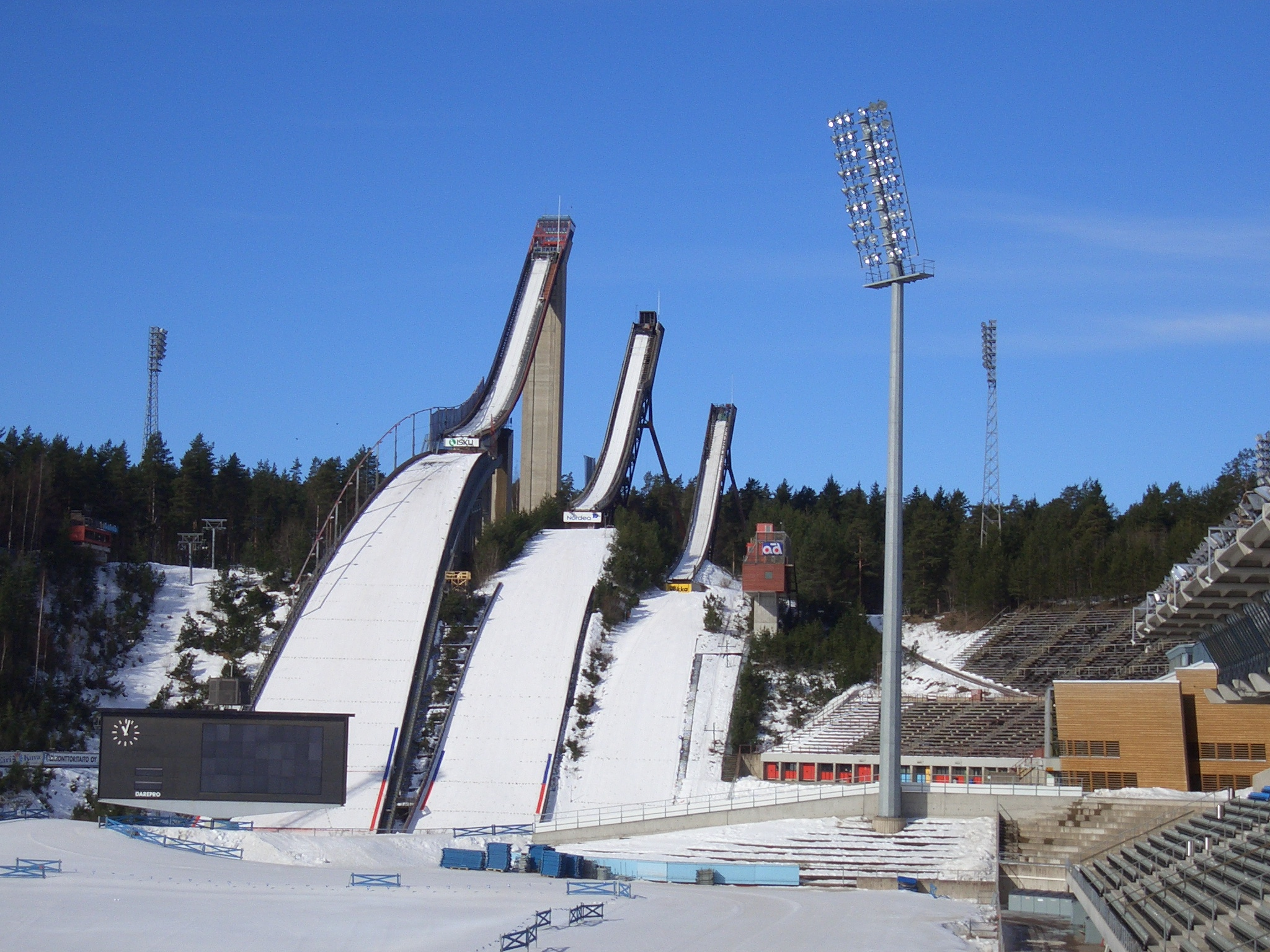
Skocznie w Lahti, gdzie Bojda zajął ósme miejsce w konkursie drużynowym PŚ

W sierpniu 1995 zajął 18. miejsce w zawodach "o Góralski Kapelusz" w Zakopanem, obsadzonym przez Polaków i Słowaków. We wrześniu ponownie wystartował w Grand Prix Frenštátu, gdzie był 49. Wziął też udział w krajowym Memoriale płk. Franciszka Wagnera, plasując się na dziewiątym miejscu, a trzecim wśród juniorów.
Puchar Kontynentalny 1995/1996 rozpoczął od otwierających sezon grudniowych zawodów w Lauschy. Po próbach na odległość 90 m i 90,5 m zapunktował drugi raz w karierze, zajmując 29. miejsce. W Brotterode był 36., a w konkursach w Lahti i Kuopio plasował się w siódmej i ósmej dziesiątce. Kolejny konkurs, w którym wystartował odbył się 7 stycznia w Bad Goisern i sklasyfikowany został tam na 84. miejscu. W niemieckim Reit im Winkl zdobył kolejne punkty, plasując się na 17. miejscu po dwóch skokach na 85,5 m. Kolejnego dnia, w austriackim Saalfelden am Steinernen Meer był dziewiętnasty. W Berchtesgaden nie punktował.
Tymczasem w bożonarodzeniowym konkursie na Wielkiej Krokwi zajął szesnaste miejsce.
Pod koniec stycznia został zgłoszony do kwalifikacji obu konkursów Pucharu Świata w Zakopanem, jednak w obu przypadkach nie przeszedł przez eliminacje.
31 stycznia rozegrano drużynowy konkurs Mistrzostw Świata Juniorów 1996. Reprezentacja Polski zajęła dwunaste miejsce w stawce siedemnastu drużyn. Bojda oddał skoki na 88 m i 93,5 m i uzyskał najwyższą notę w drużynie. W konkursie indywidualnym był dwudziesty, po skokach na 87,5 m i 87 m.
Na rozgrywanych w dniach 20-22 lutego konkursach o mistrzostwo Polski juniorów (w ramach II Ogólnopolskiej Olimpiadzie Młodzieży) zdobył dwa złote medale, wygrywając zarówno na Średniej Krokwi (po skokach na 81,5 m i 84,5 m) jak i na Wielkiej Krokwi (gdzie uzyskał 128,5 m i 118,5 m).
Został powołany na nordyckie konkursy PŚ na przełomie lutego i marca. Nie przeszedł kwalifikacji do konkursu indywidualnego w Kuopio ani do dwóch w Lahti. 2 marca wystąpił jednak w konkursie drużynowym na obiekcie Salpausselkä, gdzie Polacy zajęli ósme miejsce, oddawszy skoki na 84 m i 80 m. 8 marca powrócił do rywalizacji w Pucharze Kontynentalnym. Zajął 28. miejsce w Bollnäs, a następnie 36. w Falun. Zajął 158. miejsce w klasyfikacji generalnej cyklu, z dorobkiem 31 punktów. 15 marca ponownie reprezentował Polskę w konkursie drużyn w PŚ, tym razem w Oslo. Zespół zajął dziesiąte miejsce. Bojda skoczył 93 m i 87,5 m.
Pod koniec marca odbyły się Mistrzostwa Polski 1996 w Zakopanem. 22 marca rozegrano konkurs drużynowy na normalnym obiekcie. Bojda zdobył srebrny medal, a jego zespół przegrał tytuł mistrzowski o dwa punkty. Dzień później w konkursie indywidualnym zdobył brązowy medal po skokach na 79 m i 76 m. Do zwycięzcy, Wojciecha Skupnia, stracił 24,5 pkt. Na dużej skoczni był szósty wśród Polaków, a jedenasty ogólnie. W tamtym roku ustanowił też nowy nieoficjalny rekord Wielkiej Krokwi – 130,5 m.
30 marca zwyciężył Mistrzostwa SMS na normalnej skoczni w Zakopanem, a w kwietniu był siódmy podczas konkursu Wielkanocnego na dużej.

### 1996/1997
W lipcu 1996 zajął trzynaste miejsce w konkursie międzynarodowym o Puchar Burmistrza Zakopanego. W sierpniu wystąpił w kolejnych igelitowych zawodach w tym mieście, rozgrywanych w ramach Pucharu Kontynentalnego 1996/1997. Uplasował się na 37. miejscu. W październikowych Letnich Mistrzostwach Polski 1996 zajął ósme miejsce.
W styczniu 1997 startował w pięciu konkursach Pucharu Kontynentalnego (w Ramsau, Villach, Planicy i Oberhofie), jednak w żadnym z nich nie przeszedł kwalifikacji. Dopiero 24 stycznia w Szczyrbskim Jeziorze znalazł się w konkursie głównym i ukończył go na 38. miejscu. Dwa dni później w Zakopanem ponownie nie zakwalifikował się. Sezon zakończył bez punktów PK.
Tymczasem 25 stycznia w krajowym Pucharze Beskidów zajął 23. lokatę.

### 1997/1998

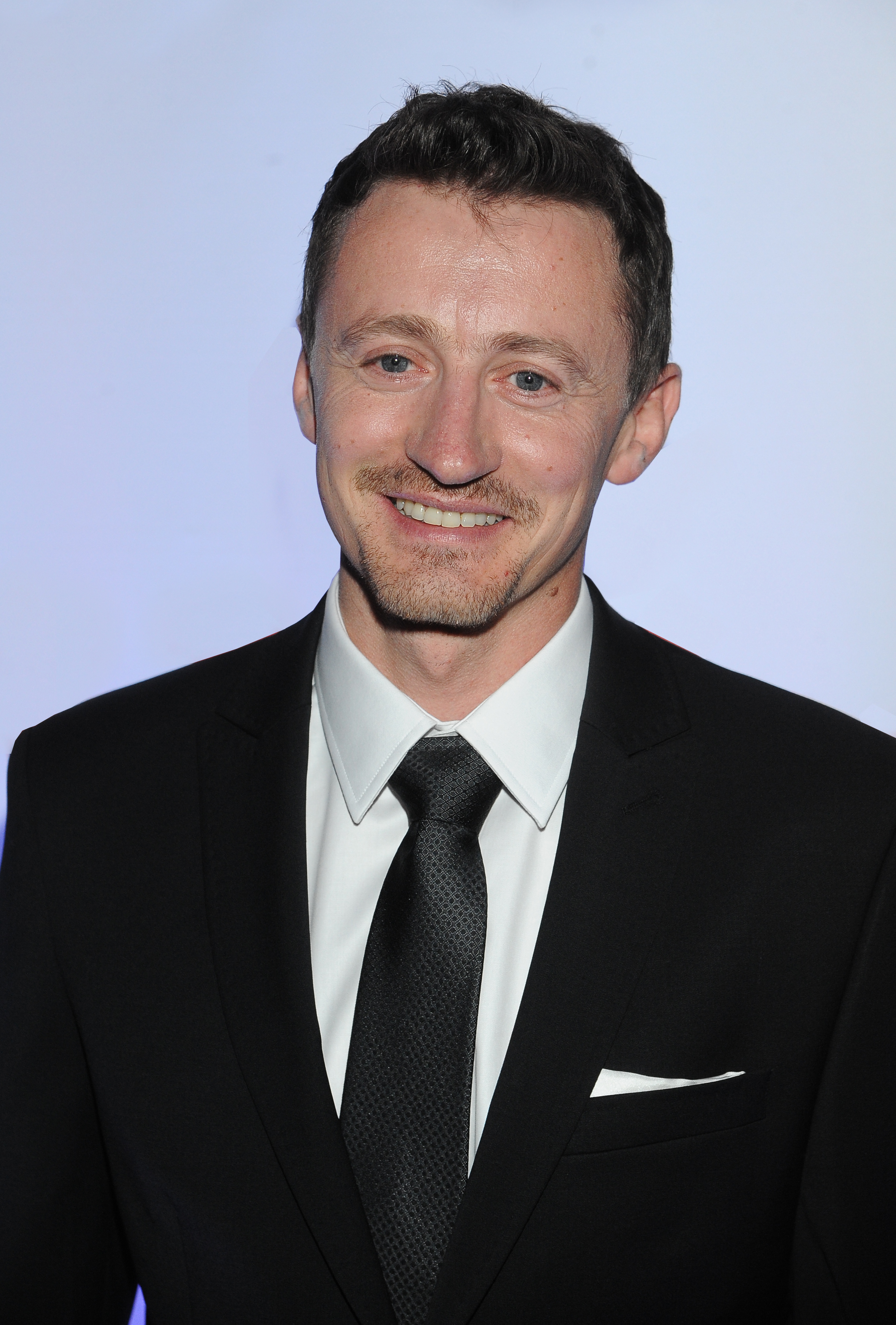
Adam Małysz, z którym Bojda zdobył kilka medali mistrzostw Polski

W lecie Bojda wystartował w kilku krajowych konkursach. W lipcu był 22. w rywalizacji o Puchar Burmistrza Zakopanego, a 8 sierpnia – szósty w jubileuszowych zawodach z okazji 90-lecia klubu BBTS Bielsko-Biała.
W odbywających się w sierpniu zawodach Pucharu Kontynentalnego 1997/1998 w Zakopanem zajął 51. i 47. miejsce. 4 października w Grand Prix Frenštátu uplasował się na czternastym miejscu, po skokach na 81 m i 83 m. Był to najlepszy wynik wśród reprezentantów Polski. Osiem dni później wziął udział w II Letnich Mistrzostwach Polski na Średniej Krokwi, gdzie zajął trzynaste miejsce, a szóste wśród Polaków, po oddaniu prób na 73 m i 76,5 m. W grudniu zapunktował w dwóch konkursach PK w Oberwiesenthal. W pierwszym z nich był trzydziesty po skokach na odległość 77,5 m i 74,5 m, w następnym zaś – dwudziesty szósty, osiągając 79 m i 81 m.
W styczniu nie zakwalifikował się do dwóch konkursów indywidualnych Pucharu Świata w Zakopanem. W pierwszej z serii kwalifikacyjnych zajął 66. miejsce po skoku na 89,5 m, w drugiej był 64. po próbie o pięć metrów krótszej. Kwalifikacja nie udała mu się także w rundach Pucharu Kontynentalnego w Villach i Reit im Winkl. Do końca sezonu wystąpił jeszcze w sześciu konkursach tego cyklu, plasując się w czwartej i piątej dziesiątce. Zajął 267. miejsce w klasyfikacji generalnej z dorobkiem 6 pkt.
28 marca zdobył swój drugi drużynowy złoty medal mistrzostw Polski na zawodach w Zakopanem. Indywidualnie był na tych mistrzostwach dwunasty na normalnej skoczni i dwudziesty pierwszy na dużej (biorąc pod uwagę tylko skoki Polaków).
Został powołany do kadry olimpijskiej na igrzyska w Nagano, ale nie wystąpił w turnieju.
W kolejnej edycji Pucharu Burmistrza Zakopanego, w lecie 1998, sklasyfikowano go na 20. miejscu.
Później zawodnik nie startował już w żadnych zawodach i zakończył sportową karierę.

## Mistrzostwa świata juniorów
| Miejsce | Dzień       | Rok  | Miejscowość | Skocznia               | Punkt K | Konkurs  | Skok 1 | Skok 2 | Nota                  | Strata    | Zwycięzca          |
| ------- | ----------- | ---- | ----------- | ---------------------- | ------- | -------- | ------ | ------ | --------------------- | --------- | ------------------ |
| 10.     | 1 marca     | 1995 | Gällivare   | Dundretkullen          | K-90    | druż.    | 66,0 m | 68,0 m | 651,0 pkt (126,0 pkt) | 204,0 pkt | Niemcy             |
| 44.     | 3 marca     | 1995 | Gällivare   | Dundretkullen          | K-90    | indywid. | 72,0 m | 74,5 m | 157,0 pkt             | 99,0 pkt  | Tommy Ingebrigtsen |
| 12.     | 31 stycznia | 1996 | Gallio      | Trampolino di Pakstall | K-92    | druż.    | 88,0 m | 93,5 m | 690,5 pkt (211,5 pkt) | 171,0 pkt | Niemcy             |
| 20.     | 4 lutego    | 1996 | Gallio      | Trampolino di Pakstall | K-92    | indywid. | 87,5 m | 87,0 m | 197,0 pkt             | 69,5 pkt  | Michael Uhrmann    |

## Puchar Świata

### Miejsca w klasyfikacji generalnej
| Sezon     | Miejsce           |
| --------- | ----------------- |
| 1995/1996 | niesklasyfikowany |
| 1997/1998 | niesklasyfikowany |

### Miejsca w poszczególnych konkursach indywidualnychPucharu Świata
| Źródło | Źródło      | Źródło   | Źródło  | Źródło    | Źródło    | Źródło    | Źródło     | Źródło                 | Źródło                 | Źródło        | Źródło        | Źródło    | Źródło    | Źródło           | Źródło           | Źródło   | Źródło    | Źródło                | Źródło                | Źródło        | Źródło        | Źródło | Źródło    | Źródło | Źródło    | Źródło  | Źródło | Źródło | Źródło | Źródło | Źródło | Źródło | Źródło | Źródło | Źródło | Źródło | Źródło | Źródło | Źródło | Źródło | Źródło | Źródło | Źródło | Źródło | Źródło | Źródło | Źródło | Źródło | Źródło |
| --- | ----------- | -------- | ------- | --------- | --------- | --------- | ---------- | ---------------------- | ---------------------- | ------------- | ------------- | --------- | --------- | ---------------- | ---------------- | -------- | --------- | --------------------- | --------------------- | ------------- | ------------- | ------ | --------- | ------ | --------- | ------- | ------ | ------ | ------ | ------ | ------ | ------ | ------ | ------ | ------ | ------ | ------ | ------ | ------ | ------ | ------ | ------ | ------ | ------ | ------ | ------ | ------ | ------ | ------ |
| Sezon 1995/1996 |             |          |         |           |           |           |            |                        |                        |               |               |           |           |                  |                  |          |           |                       |                       |               |               |        |           |        |           |         |        |        |        |        |        |        |        |        |        |        |        |        |        |        |        |        |        |        |        |        |        |        |        |
| Lillehammer | Lillehammer | Villach  | Planica | Predazzo  | Chamonix  | Chamonix  | Oberhof    | Oberstdorf             | Garmisch-Partenkirchen | Innsbruck     | Bischofshofen | Engelberg | Engelberg | Sapporo          | Sapporo          | Zakopane | Zakopane  | MŚL – Bad Mitterndorf | MŚL – Bad Mitterndorf | Iron Mountain | Iron Mountain | Kuopio | Lahti     | Lahti  | Harrachov | Falun   | Oslo   | punkty |        |        |        |        |        |        |        |        |        |        |        |        |        |        |        |        |        |        |        |        |        |
| - | -           | -        | -       | -         | -         | -         | -          | -                      | -                      | -             | -             | -         | -         | -                | -                | q        | q         | -                     | -                     | -             | -             | q      | q         | q      | -         | -       | -      | 0      |        |        |        |        |        |        |        |        |        |        |        |        |        |        |        |        |        |        |        |        |        |
| Sezon 1997/1998 |             |          |         |           |           |           |            |                        |                        |               |               |           |           |                  |                  |          |           |                       |                       |               |               |        |           |        |           |         |        |        |        |        |        |        |        |        |        |        |        |        |        |        |        |        |        |        |        |        |        |        |        |
| Lillehammer | Lillehammer | Predazzo | Villach | Harrachov | Engelberg | Engelberg | Oberstdorf | Garmisch-Partenkirchen | Innsbruck              | Bischofshofen | Ramsau        | Zakopane  | Zakopane  | MŚL – Oberstdorf | MŚL – Oberstdorf | Sapporo  | Vikersund | Vikersund             | Kuopio                | Lahti         | Lahti         | Falun  | Trondheim | Oslo   | Planica   | Planica | punkty | punkty | punkty | punkty | punkty | punkty | punkty | punkty | punkty | punkty | punkty | punkty | punkty | punkty | punkty | punkty | punkty | punkty | punkty |        |        |        |        |
| - | -           | -        | -       | -         | -         | -         | -          | -                      | -                      | -             | -             | q         | q         | -                | -                | -        | -         | -                     | -                     | -             | -             | -      | -         | -      | -         | -       | 0      | 0      | 0      | 0      | 0      | 0      | 0      | 0      | 0      | 0      | 0      | 0      | 0      | 0      | 0      | 0      | 0      | 0      | 0      |        |        |        |        |
| Legenda |             |          |         |           |           |           |            |                        |                        |               |               |           |           |                  |                  |          |           |                       |                       |               |               |        |           |        |           |         |        |        |        |        |        |        |        |        |        |        |        |        |        |        |        |        |        |        |        |        |        |        |        |
| 1 2 3 4-10 11-30 poniżej 30 dq – dyskwalifikacja q – dyskwalifikacja w kwalifikacjach q – zawodnik nie zakwalifikował się - – zawodnik nie wystartował |             |          |         |           |           |           |            |                        |                        |               |               |           |           |                  |                  |          |           |                       |                       |               |               |        |           |        |           |         |        |        |        |        |        |        |        |        |        |        |        |        |        |        |        |        |        |        |        |        |        |        |        |

## Puchar Kontynentalny

### Miejsca w klasyfikacji generalnej
| Sezon     | Miejsce           |
| --------- | ----------------- |
| 1993/1994 | 156.              |
| 1994/1995 | niesklasyfikowany |
| 1995/1996 | 169.              |
| 1996/1997 | niesklasyfikowany |
| 1997/1998 | 267.              |

### Miejsca w poszczególnych konkursachPucharu Kontynentalnego
| Sezon 1993/1994                                                               |             |                        |          |                        |                        |             |             |             |               |           |              |             |             |               |                     |                |               |               |           |           |                        |                        |              |               |           |                  |                     |                     |               |               |               |               |            |            |           |           |           |           |           |            |            |           |           |        |            |            |           |        |        |        |        |        |        |        |        |        |        |        |        |        |        |        |        |        |        |        |        |        |        |        |        |        |        |        |        |        |        |        |        |        |        |        |        |        |        |
| Lillehammer                                                                   | Lillehammer | Oberwiesenthal         | Lauscha  | Wörgl                  | Sankt Moritz           | Sankt Aegyd | Gallio      | Sapporo     | Sapporo       | Willingen | Willingen    | Ironwood    | Ironwood    | Ruhpolding    | Saalfelden          | Planica        | Iron Mountain | Iron Mountain | Ishpeming | Schönwald | Titisee-Neustadt       | Calgary                | Calgary      | Zaō           | Zakopane  | Zakopane         | Szczyrbskie Jezioro | Szczyrbskie Jezioro | Sprova        | Sprova        | Ruka          | Rovaniemi     | punkty     | punkty     | punkty    | punkty    | punkty    | punkty    | punkty    | punkty     | punkty     | punkty    | punkty    | punkty | punkty     | punkty     | punkty    | punkty | punkty | punkty | punkty | punkty | punkty | punkty | punkty | punkty | punkty | punkty | punkty | punkty | punkty | punkty | punkty | punkty | punkty | punkty | punkty | punkty | punkty | punkty | punkty | punkty |        |        |        |        |        |        |        |        |        |        |        |        |        |
| -                                                                             | -           | -                      | -        | -                      | -                      | -           | -           | -           | -             | -         | -            | -           | -           | -             | -                   | -              | -             | -             | -         | -         | -                      | -                      | -            | -             | 53        | 40               | 38                  | 8                   | -             | -             | -             | -             | 32         | 32         | 32        | 32        | 32        | 32        | 32        | 32         | 32         | 32        | 32        | 32     | 32         | 32         | 32        | 32     | 32     | 32     | 32     | 32     | 32     | 32     | 32     | 32     | 32     | 32     | 32     | 32     | 32     | 32     | 32     | 32     | 32     | 32     | 32     | 32     | 32     | 32     | 32     | 32     |        |        |        |        |        |        |        |        |        |        |        |        |        |
| Sezon 1994/1995                                                               |             |                        |          |                        |                        |             |             |             |               |           |              |             |             |               |                     |                |               |               |           |           |                        |                        |              |               |           |                  |                     |                     |               |               |               |               |            |            |           |           |           |           |           |            |            |           |           |        |            |            |           |        |        |        |        |        |        |        |        |        |        |        |        |        |        |        |        |        |        |        |        |        |        |        |        |        |        |        |        |        |        |        |        |        |        |        |        |        |        |
| Lillehammer                                                                   | Lillehammer | Jyväskylä              | Lahti    | Lahti                  | Sankt Moritz           | Lake Placid | Lake Placid | Planica     | Planica       | Sapporo   | Sapporo      | Sapporo     | Courchevel  | Courchevel    | Szczyrbskie Jezioro | Zakopane       | Zakopane      | Gallio        | Gallio    | Liberec   | Liberec                | Reit im Winkl          | Saalfelden   | Ruhpolding    | Westby    | Iron Mountain    | Ishpeming           | Sapporo             | Zaō           | Zaō           | Schönwald     | Schönwald     | Sprova     | Sprova     | Ruka      | Gällivare | Rovaniemi | Rovaniemi | punkty    | punkty     | punkty     | punkty    | punkty    | punkty | punkty     | punkty     | punkty    | punkty | punkty | punkty | punkty | punkty | punkty | punkty | punkty | punkty | punkty | punkty | punkty | punkty | punkty | punkty | punkty | punkty | punkty | punkty | punkty | punkty | punkty | punkty | punkty | punkty | punkty | punkty | punkty | punkty | punkty | punkty |        |        |        |        |        |        |        |
| -                                                                             | -           | -                      | -        | -                      | -                      | -           | -           | -           | -             | -         | -            | -           | -           | -             | -                   | dq             | dq            | -             | -         | -         | -                      | 52                     | 68           | 51            | -         | -                | -                   | -                   | -             | -             | -             | -             | -          | -          | -         | -         | -         | -         | 0         | 0          | 0          | 0         | 0         | 0      | 0          | 0          | 0         | 0      | 0      | 0      | 0      | 0      | 0      | 0      | 0      | 0      | 0      | 0      | 0      | 0      | 0      | 0      | 0      | 0      | 0      | 0      | 0      | 0      | 0      | 0      | 0      | 0      | 0      | 0      | 0      | 0      | 0      | 0      |        |        |        |        |        |        |        |
| Sezon 1995/1996                                                               |             |                        |          |                        |                        |             |             |             |               |           |              |             |             |               |                     |                |               |               |           |           |                        |                        |              |               |           |                  |                     |                     |               |               |               |               |            |            |           |           |           |           |           |            |            |           |           |        |            |            |           |        |        |        |        |        |        |        |        |        |        |        |        |        |        |        |        |        |        |        |        |        |        |        |        |        |        |        |        |        |        |        |        |        |        |        |        |        |        |
| Lauscha                                                                       | Brotterode  | Lahti                  | Lahti    | Kuopio                 | Sankt Moritz           | Lake Placid | Lake Placid | Bad Goisern | Reit im Winkl | Sapporo   | Sapporo      | Sapporo     | Saalfelden  | Berchtesgaden | Willingen           | Liberec        | Liberec       | Seefeld       | Westby    | Westby    | Gallio                 | Gallio                 | Örnsköldsvik | Örnsköldsvik  | Schönwald | Titisee-Neustadt | Bollnäs             | Sapporo             | Beuil         | Beuil         | Falun         | Zaō           | Zaō        | Planica    | Planica   | Voss      | Voss      | Rovaniemi | Ruka      | punkty     | punkty     | punkty    | punkty    | punkty | punkty     | punkty     | punkty    | punkty | punkty | punkty | punkty | punkty | punkty | punkty | punkty | punkty | punkty | punkty | punkty | punkty | punkty | punkty | punkty | punkty | punkty | punkty | punkty | punkty | punkty | punkty | punkty | punkty | punkty | punkty | punkty | punkty | punkty | punkty | punkty |        |        |        |        |        |        |
| 29                                                                            | 36          | 75                     | 69       | 67                     | -                      | -           | -           | 84          | 17            | -         | -            | -           | 19          | 51            | -                   | -              | -             | -             | -         | -         | -                      | -                      | -            | -             | -         | -                | 28                  | -                   | -             | -             | 36            | -             | -          | -          | -         | -         | -         | -         | -         | 31         | 31         | 31        | 31        | 31     | 31         | 31         | 31        | 31     | 31     | 31     | 31     | 31     | 31     | 31     | 31     | 31     | 31     | 31     | 31     | 31     | 31     | 31     | 31     | 31     | 31     | 31     | 31     | 31     | 31     | 31     | 31     | 31     | 31     | 31     | 31     | 31     | 31     | 31     | 31     |        |        |        |        |        |        |
| Sezon 1996/1997                                                               |             |                        |          |                        |                        |             |             |             |               |           |              |             |             |               |                     |                |               |               |           |           |                        |                        |              |               |           |                  |                     |                     |               |               |               |               |            |            |           |           |           |           |           |            |            |           |           |        |            |            |           |        |        |        |        |        |        |        |        |        |        |        |        |        |        |        |        |        |        |        |        |        |        |        |        |        |        |        |        |        |        |        |        |        |        |        |        |        |        |
| Courchevel                                                                    | Zakopane    | Frenštát pod Radhoštěm | Hakuba   | Hakuba                 | Muju                   | Muju        | Chaux-Neuve | Chaux-Neuve | Brotterode    | Lauscha   | Sankt Moritz | Lake Placid | Lake Placid | Ramsau        | Villach             | Planica        | Sapporo       | Sapporo       | Sapporo   | Oberhof   | Oberhof                | Szczyrbskie Jezioro    | Zakopane     | Reit im Winkl | Westby    | Westby           | Saalfelden          | Ruhpolding          | Iron Mountain | Iron Mountain | Ishpeming     | Ishpeming     | Sapporo    | Braunlage  | Braunlage | Zaō       | Zaō       | Vikersund | Vikersund | Courchevel | Courchevel | Harrachov | Harrachov | Ruka   | Rovaniemi  | punkty     | punkty    | punkty | punkty | punkty | punkty | punkty | punkty | punkty | punkty | punkty | punkty | punkty | punkty | punkty | punkty | punkty | punkty | punkty | punkty | punkty | punkty | punkty | punkty | punkty | punkty | punkty | punkty | punkty | punkty | punkty | punkty | punkty | punkty | punkty | punkty | punkty | punkty | punkty | punkty |
| -                                                                             | 37          | -                      | -        | -                      | -                      | -           | -           | -           | -             | -         | -            | -           | -           | q             | q                   | q              | -             | -             | -         | q         | q                      | 38                     | q            | -             | -         | -                | -                   | -                   | -             | -             | -             | -             | -          | -          | -         | -         | -         | -         | -         | -          | -          | -         | -         | -      | -          | 0          | 0         | 0      | 0      | 0      | 0      | 0      | 0      | 0      | 0      | 0      | 0      | 0      | 0      | 0      | 0      | 0      | 0      | 0      | 0      | 0      | 0      | 0      | 0      | 0      | 0      | 0      | 0      | 0      | 0      | 0      | 0      | 0      | 0      | 0      | 0      | 0      | 0      | 0      | 0      |
| Sezon 1997/1998                                                               |             |                        |          |                        |                        |             |             |             |               |           |              |             |             |               |                     |                |               |               |           |           |                        |                        |              |               |           |                  |                     |                     |               |               |               |               |            |            |           |           |           |           |           |            |            |           |           |        |            |            |           |        |        |        |        |        |        |        |        |        |        |        |        |        |        |        |        |        |        |        |        |        |        |        |        |        |        |        |        |        |        |        |        |        |        |        |        |        |        |
| Velenje                                                                       | Rælingen    | Zakopane               | Zakopane | Frenštát pod Radhoštěm | Frenštát pod Radhoštěm | Oberhof     | Oberhof     | Hakuba      | Hakuba        | Chamonix  | Chamonix     | Lahti       | Lahti       | Lahti         | Oberwiesenthal      | Oberwiesenthal | Sankt Moritz  | Sapporo       | Sapporo   | Sapporo   | Garmisch-Partenkirchen | Garmisch-Partenkirchen | Liberec      | Liberec       | Villach   | Westby           | Westby              | Planica             | Planica       | Reit im Winkl | Iron Mountain | Iron Mountain | Saalfelden | Ruhpolding | Oslo      | Willingen | Willingen | Ishpeming | Ishpeming | Schönwald  | Schönwald  | Sapporo   | Zaō       | Zaō    | Courchevel | Courchevel | Rovaniemi | Ruka   | Ruka   | punkty |        |        |        |        |        |        |        |        |        |        |        |        |        |        |        |        |        |        |        |        |        |        |        |        |        |        |        |        |        |        |        |        |        |        |        |
| -                                                                             | -           | 51                     | 47       | -                      | -                      | -           | -           | -           | -             | -         | -            | -           | -           | -             | 30                  | 26             | -             | -             | -         | -         | -                      | -                      | -            | -             | q         | -                | -                   | -                   | -             | q             | -             | -             | 33         | 38         | -         | -         | -         | -         | -         | 38         | 43         | -         | -         | -      | 39         | 44         | -         | -      | -      | 6      |        |        |        |        |        |        |        |        |        |        |        |        |        |        |        |        |        |        |        |        |        |        |        |        |        |        |        |        |        |        |        |        |        |        |        |
| Legenda                                                                       |             |                        |          |                        |                        |             |             |             |               |           |              |             |             |               |                     |                |               |               |           |           |                        |                        |              |               |           |                  |                     |                     |               |               |               |               |            |            |           |           |           |           |           |            |            |           |           |        |            |            |           |        |        |        |        |        |        |        |        |        |        |        |        |        |        |        |        |        |        |        |        |        |        |        |        |        |        |        |        |        |        |        |        |        |        |        |        |        |        |
| 1 2 3 4-10 11-30 poniżej 30 dq – dyskwalifikacja - – zawodnik nie wystartował |             |                        |          |                        |                        |             |             |             |               |           |              |             |             |               |                     |                |               |               |           |           |                        |                        |              |               |           |                  |                     |                     |               |               |               |               |            |            |           |           |           |           |           |            |            |           |           |        |            |            |           |        |        |        |        |        |        |        |        |        |        |        |        |        |        |        |        |        |        |        |        |        |        |        |        |        |        |        |        |        |        |        |        |        |        |        |        |        |        |

## Mistrzostwa Polski w skokach

### Zimowe mistrzostwa Polski w skokach
| Miejsce | Dzień      | Rok  | Miejscowość | Skocznia                      | Punkt K | Konkurs | Skok 1 | Skok 2   | Nota      | Strata    | Zwycięzca           |
| ------- | ---------- | ---- | ----------- | ----------------------------- | ------- | ------- | ------ | -------- | --------- | --------- | ------------------- |
| 6.      | 12 marca   | 1993 | Szczyrk     | Skalite                       | K-85    | druż.   | ?      | ?        | 429,7 pkt | 311,9 pkt | WKS Zakopane        |
| 33.     | 14 marca   | 1993 | Szczyrk     | Skalite                       | K-85    | ind.    | 48,5 m | 43,0 m   | 45,9 pkt  | 163,8 pkt | Robert Zygmuntowicz |
| 3.      | 4 lutego   | 1994 | Zakopane    | Średnia Krokiew               | K-85    | druż.   | ?      | ?        | 472,0 pkt | 72,0 pkt  | TS Wisła Zakopane I |
| 16.     | 6 lutego   | 1994 | Zakopane    | Średnia Krokiew               | K-85    | ind.    | 69,5 m | 49,0 pkt | 115,5 pkt | 89,0 pkt  | Adam Małysz         |
| 1.      | 16 lutego  | 1995 | Szczyrk     | im. Zdzisława Hryniewieckiego | K-85    | druż.   | ?      | ?        | 537,5 pkt | –         | –                   |
| 7.      | 18 lutego  | 1995 | Szczyrk     | Skalite                       | K-85    | ind.    | 74,5 m | 64,5 m   | 161,5 pkt | 40,5 pkt  | Wojciech Skupień    |
| 4.      | 1 kwietnia | 1995 | Zakopane    | Wielka Krokiew                | K-116   | ind.    | 94,5 m | 89,5 m   | 142,6 pkt | 121,2 pkt | Adam Małysz         |
| 2.      | 22 marca   | 1996 | Zakopane    | Średnia Krokiew               | K-85    | druż.   | ?      | ?        | 552,5 pkt | 2,0 pkt   | Start Zakopane      |
| 3.      | 23 marca   | 1996 | Zakopane    | Średnia Krokiew               | K-85    | ind.    | 79,0 m | 76,0 m   | 200,0 pkt | 24,5 pkt  | Wojciech Skupień    |
| 6.      | 24 marca   | 1996 | Zakopane    | Wielka Krokiew                | K-116   | ind.    | 98,5 m | 74,0 m   | 120,4 pkt | 136,5 pkt | Adam Małysz         |
| 12.     | 27 marca   | 1998 | Zakopane    | Średnia Krokiew               | K-85    | ind.    | 78,5 m | 72,0 m   | 183,5 pkt | 68,5 pkt  | Robert Mateja       |
| 1.      | 28 marca   | 1998 | Zakopane    | Średnia Krokiew               | K-85    | druż.   | ?      | ?        | 629,5 pkt | –         | –                   |
| 21.     | 28 marca   | 1998 | Zakopane    | Wielka Krokiew                | K-116   | ind.    | 72,0 m | 77,5 m   | 65,0 pkt  | 169,7 pkt | Robert Mateja       |

### Letnie mistrzostwa Polski w skokach
| Miejsce | Dzień           | Rok  | Miejscowość | Skocznia        | Punkt K | Konkurs | Skok 1 | Skok 2 | Nota      | Strata   | Zwycięzca   |
| ------- | --------------- | ---- | ----------- | --------------- | ------- | ------- | ------ | ------ | --------- | -------- | ----------- |
| 8.      | 13 października | 1996 | Zakopane    | Średnia Krokiew | K-85    | ind.    | 68,5 m | 70,5 m | 167,0 pkt | 79,0 pkt | Adam Małysz |
| 6.      | 12 października | 1997 | Zakopane    | Średnia Krokiew | K-85    | ind.    | 73,0 m | 76,5 m | 186,5 pkt | 45,5 pkt | Adam Małysz |

## Inne osiągnięcia
- drużynowy mistrz Polski w kombinacji norweskiej 1992[2]
- dwukrotny mistrz Polski juniorów w skokach w 1996[5][15]
- dwukrotny mistrz Polski juniorów młodszych w 1994[5]
- mistrz Szkoły Mistrzostwa Sportowego w 1996[5]
- srebrny i brązowy medalista mistrzostw Polski juniorów młodszych w skokach 1992[3]
- brązowy medalista mistrzostw Polski juniorów w 1995[5]
- brązowy medalista Mistrzostw TZN o Memoriał płk Franciszka Wagnera w 1995[5]